# Walter Lowrie

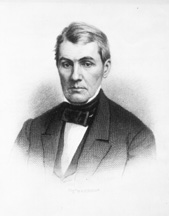
Walter Lowrie

Walter Lowrie (* 10. Dezember 1784 in Edinburgh, Schottland; † 14. Dezember 1868 in New York City) war ein US-amerikanischer Politiker, der den Bundesstaat Pennsylvania im US-Senat vertrat.
Im Jahr 1791 verließ Walter Lowrie mit seinen Eltern Schottland und siedelte in die Vereinigten Staaten über, wo sich die Familie im Butler County in Pennsylvania niederließ. Nach einer umfassenden Ausbildung arbeitete er dort zunächst selbst einige Jahre als Lehrer, ehe er sich in der Vermessungstechnik und in der Landwirtschaft zu betätigen begann.
1811 übernahm er sein erstes politisches Mandat, als er in das Repräsentantenhaus von Pennsylvania einzog und dort bis 1812 verblieb. Von 1813 bis 1819 war Lowrie dann Staatssenator in Pennsylvania. Als Mitglied der Demokratisch-Republikanischen Partei wurde er schließlich in den US-Senat in Washington, D.C. gewählt, wo er sein Mandat vom 4. März 1819 bis zum 3. März 1825 wahrnahm. Während dieser Zeit zerfiel seine Partei in mehrere Faktionen; Lowrie zählte dabei zu den Anhängern von William Harris Crawford, den sogenannten Crawford Republicans. Im Senat war er zeitweise Vorsitzender des Finanzausschusses.
Lowrie stellte sich nach sechs Jahren nicht erneut zur Wahl, blieb aber in Washington. Am 12. Dezember 1825 löste er Charles Cutts im Amt des Secretary of the Senate ab. Diesen Verwaltungsposten im Senat übte er bis zum 5. Dezember 1836 aus. Danach zog er nach New York, wo er bis zu seinem Tod für das Missionswerk der Presbyterian Church arbeitete. Drei seiner Söhne waren als Missionare in Indien und China tätig. Sein Neffe Walter H. Lowrie amtierte von 1857 bis 1863 als Oberster Richter von Pennsylvania.